# Don Barksdale
Donald Argee "Don" Barksdale (Oakland, California, 31 de marzo de 1923-Oakland, California, 8 de marzo de 1993) fue un jugador de baloncesto estadounidense que disputó 4 temporadas en la NBA. Medía 1,98 metros de altura y jugaba en la posición de ala-pívot. Pasó a la historia por ser el primer jugador afroamericano en disputar unos juegos olímpicos y ganarlos con la selección de Estados Unidos, en los Juegos Olímpicos de Londres 1948, y también el primero en disputar un All-Star, en 1953. Debido a estos logros en 2012 fue incluido en el Salón de la Fama del Baloncesto en calidad de contribuyente.

## Trayectoria deportiva

### Universidad
Barksdale estudió dos años en el Marin Junior College, antes de conseguir una beca deportiva para estudiar y jugar en la Universidad de California en Los Ángeles. Fue el máximo anotador de los Bruins en la temporada 1946-47, lo que le valió ser el primer jugador negro que formara parte del primer equipo All-American en la NCAA.

### AAU
Tras salir de la universidad, Barksdale fue fichado por el equipo local de la Amateur Athletic Union (AAU), los Oakland Bittners. Aunque otros jugadores afroamericanos habían participado en el Torneo de la AAU, Don Barksdale fue el primer jugador negro de la Amateur Basketball League, la liga de baloncesto de la AAU. En su primera temporada (1947-48), Barksdale fue el máximo anotador de la liga con un promedio de 16.7 puntos por partido, por delante de estrellas consagradas como Vince Boryla y Bob Kurland. El 7 de enero de 1948 en Bartlesville se convirtió en el primer jugador negro que competía en un equipo integrado en el estado de Oklahoma, ofreciendo tal exhibición que el público blanco lo ovacionó en pie. Los Oakland Bittners alcanzaron el tercer puesto en el Torneo de la AAU, y Barksdale fue elegido "all-american". Al año siguiente hizo campeones a los Oakland Bittners en el Torneo de la AAU, y en 1950 fueron segundos. En total, Don Barskdale jugó 4 temporadas en los Oakland Bittners y fue elegido para el primer "allstar" de la NIBL (la liga de la AAU). Además fue un destacado atleta, ganando en la misma competición de la AAU la prueba de triple salto, en 1944.

### Selección nacional
En 1948 fue convocado por la Selección de baloncesto de Estados Unidos para disputar los Juegos Olímpicos de Londres, convirtiéndose en el primer jugador afroamericano en jugar (y ganar) un campeonato olímpico de baloncesto. Su designación no estuvo exenta de polémica, y Barksdale llegó a recibir una amenaza de muerte. Durante la preparación para los Juegos, la  Selección de baloncesto de Estados Unidos jugó varios partidos amistosos en Kentucky, convirtiendo a Barksdale en el primer jugador negro en un equipo integrado que jugaba en ese estado. En los Juegos Olímpicos de Londres Don Barksdale promedió 7,7 puntos en los 7 partidos que disputó, logrando la medalla de oro.
En 1951 fue convocado de nuevo por la Selección de baloncesto de Estados Unidos para disputar los primeros Juegos Panamericanos, celebrados en Argentina. Se pretendía enviar un combinado de los campeones de las competiciones universitarias y amateur de 1950, pero debido a las fechas de la competición muchos declinaron la invitación. Finalmente el equipo se compuso a partes iguales de jugadores procedentes de la universidad de Indiana State (campeones de la NAIB), y los Oakland Bittners (subcampeones del torneo de la AAU). La Selección de baloncesto de Estados Unidos conquistó el oro, liderada por un espectacular Barksdale que promedió 22.5 puntos por partido y se convirtió en el único jugador estadounidense de la historia en promediar más de 20 puntos por partido en unos Juegos Panamericanos.

### Profesional
En 1951, el acceso de jugadores afroamericanos a la liga profesional se hizo más fácil. Un año antes ya habían debutado en la competición los dos primeros afroamericanos. Chuck Cooper fichó por Boston Celtics, Earl Lloyd hizo lo propio con  Washington Capitols, y Nat "Swwetwater" Clifton firmó por New York Knicks. Barksdale firmó contrato ya con 28 años con Baltimore Bullets a cambio de 60.000 dólares, una cifra enorme en aquella época, que le convirtió en uno de los mejor pagados de la liga. En su primer año se convirtió en uno de los pilares del equipo, junto con Fred Scolari, acabando la temporada promediando 12,6 puntos y 9,7 rebotes por partido, el segundo mejor anotador y el máximo reboteador de los Bullets. A pesar de ello no pasaron de las 20 victorias, acabando últimos de la División Este.
Al año siguiente sus cifras fueron similares (13,8 puntos y 9,2 rebotes), que le permitieron ser elegido para disputar el All-Star Game, convirtiéndose en el primer afroamericano en afrontar un partido de estas características. Jugó tan solo 11 minutos, consiguiendo un punto, 3 rebotes y 2 asistencias. Tras dos años en la capital, fichó al comienzo de la temporada 1953-54 por Boston Celtics. Ya con 30 años de edad, las lesiones comenzaron a pasarle factura, jugando con los Celtics durante dos temporadas para posteriormente retirarse debido a problemas en una de sus rodillas. En sus 4 años como profesional promedió 11,0 puntos y 8,0 rebotes por partido.

## Estadísticas de su carrera en la NBA

### Temporada regular
| Año      | Equipo    | PJ  | MPP  | %TC  | %TL  | RPP | APP | PPP  |
| -------- | --------- | --- | ---- | ---- | ---- | --- | --- | ---- |
| 1951–52  | Baltimore | 62  | 32.5 | .338 | .691 | 9.7 | 2.2 | 12.6 |
| 1952–53  | Baltimore | 65  | 35.4 | .387 | .641 | 9.2 | 2.6 | 13.8 |
| 1953–54  | Boston    | 63  | 21.6 | .376 | .662 | 5.5 | 1.9 | 7.3  |
| 1954–55  | Boston    | 72  | 24.9 | .382 | .651 | 7.6 | 1.8 | 10.5 |
| Total    | Total     | 262 | 28.5 | .370 | .660 | 8.0 | 2.1 | 11.0 |
| All-Star | All-Star  | 1   | 11.0 | .000 | .333 | 3.0 | 2.0 | 1.0  |

### Playoffs
| Año   | Equipo | PJ | MPP  | %TC  | %TL  | RPP | APP | PPP |
| ----- | ------ | -- | ---- | ---- | ---- | --- | --- | --- |
| 1954  | Boston | 6  | 17.7 | .306 | .727 | 4.5 | 1.2 | 5.0 |
| 1955  | Boston | 7  | 17.4 | .450 | .857 | 5.0 | 1.4 | 7.7 |
| Total | Total  | 13 | 17.5 | .382 | .813 | 4.8 | 1.3 | 6.5 |

## Vida posterior
Mientras jugaba al baloncesto, también dedicó tiempo a otra de sus pasiones, la música, trabajando en la radio como disc jockey, convirtiéndose en el primer negro en hacerlo en el Área de la Bahía de San Francisco. Al retirarse del baloncesto regresó a la radio, además de emprender diversos negocios, como montar una distribuidora de cervezas, crear su propio sello discográfico o la apartura de dos salas de fiestas en Oakland. En 1983 creó la que se denominó Save High School Sports Foundation, una fundación que recaudó más de un millón de dólares en 10 años dedicada a alejar de las drogas a los jóvenes de la ciudad a base de programas deportivos.
En 1993 falleció en su residencia de Oakland, a los 69 años, víctima de un cáncer.